# Polling, Weilheim-Schongau
Polling là một đô thị tại huyện Weilheim-Schongau, bang Bayern, Đức.